# Edmund Gennings
Edmund Gennings, o Jennings (Lichfield, 1567 – Londra, 10 dicembre 1591) è stato un presbitero inglese; martirizzato sotto Elisabetta I, è venerato come santo dalla Chiesa cattolica ed è ricordato tra i santi quaranta martiri di Inghilterra e Galles.

## Biografia
Edmund Gennings nacque nel 1567 a Lichfield (non lontano da Birmingham) e crebbe in una famiglia protestante. Rimasto orfano di padre, a sedici anni fu mandato a servizio a Londra, come assistente, di Richard Sherwood, un ricco mercante di tessuti. Fervente cattolico, aveva inviato in seminario tutti i suoi tre figli maschi (John, Richard ed Henry). Era stato perseguitato ed era morto in carcere. Affascinato dalla forte fede del suo padrone, Edmund nel 1583 si convertì al cattolicesimo. Decise poi di diventare sacerdote. Come i figli di Sherwood, si trasferì sul continente. Entrò al collegio inglese di Reims e fu ordinato sacerdote a Soissons il 18 marzo 1590.
Meno di un mese dopo l'ordinazione, Gennings tornò in Inghilterra con lo pseudonimo di Ironmonger (9 aprile 1590) in compagnia di confratello Polydore Plasden (si erano conosciuti in seminario a Reims). Sbarcati sulle coste dello Yorkshire del nord, si divisero per motivi di sicurezza. Gennings trovò rifugio a Whitby presso una famiglia cattolica. Dopo alcuni mesi di attività missionaria decise che fosse giunto il momento di parlare con i suoi familiari (la madre ed il fratello John). Il viaggio verso Linchfield durò alcuni giorni. Giunto nel paese natale, però, apprese che la madre era morta e che suo fratello si era trasferito a Londra. Intraprese così un altro viaggio. Giunto nella capitale si mise a cercare il fratello. Quando lo trovò si rese conto che John era diventato un acceso anticattolico. Lo respinse e gli consigliò di lasciare l'Inghilterra per non metterlo in pericolo. I due si lasciarono per sempre.
Gennings decise di rimanere nell'area londinese. Proseguì la sua attività missionaria visitando le famiglie cattoliche che vivevano nelle campagne attorno alla capitale. Nel novembre 1591 tornò a Londra, dove s'incontrò con Polydore Plasden. Il 7 novembre, mentre celebravano Messa a Grays Inn Fields in casa di un gentiluomo cattolico, Swithun Wells, furono scoperti dal cacciatore di sacerdoti Richard Topcliffe. Gennings fu arrestato con i paramenti sacri addosso e portato alla prigione di Newgate. Anche una decina di fedeli laici furono arrestati. Topcliffe assistette all'interrogatorio e alla tortura, ma la fede di Gennings riuscì soltanto ad inasprire il carceriere.
Il 4 dicembre gli accusati furono processati davanti ad una giuria già istruita sul verdetto che doveva emettere: impiccagione, sventramento e squartamento per i sacerdoti, impiccagione per i laici. A tutti fu offerta la libertà in cambio dell'abiura, ma tutti rifiutarono e vennero condannati a morte. Il 10 dicembre la sentenza fu eseguita davanti all'abitazione di Swithun Wells, anch'egli condannato a morte. Per crudeltà del suo carceriere, lo sventramento di Gennings cominciò quando il condannato era ancora cosciente.
Dopo appena dieci giorni dalla morte di Edmund, suo fratello John cadde in preda al rimorso. Dopo un profondo esame di coscienza decise di abbracciare la fede cattolica. Si recò nello stesso seminario dove aveva studiato Edmund (che nel frattempo era tornato alla sede originaria di Douai, nelle Fiandre) e fu ordinato sacerdote nel 1607. Dopo aver indossato l'abito francescano svolse un'intensa attività missionaria in Inghilterra. Morì a Douai nel 1660.

## Culto
Edmund Gennings fu beatificato da Pio XI il 15 dicembre 1929 e fu canonizzato da Paolo VI il 25 ottobre 1970 insieme ad altri 39 martiri inglesi e gallesi.